# 踏面清掃装置
踏面清掃装置（とうめんせいそうそうち）とは、鉄道車両の車輪踏面に付いた汚れ・付着物を研磨することによって除去するための装置。

## 概要
鉄道車両の車輪の踏面に油分などの汚れが付着すると、レールと車輪間の摩擦抵抗が小さくなる（摩擦係数μは最大0.15、高速走行かつ踏面が汚れて湿潤している場合は0.02まで下がる）ため減速時の制動距離が長くなる。また、走行時における駆動力の伝達効率が低下する。
踏面ブレーキ装置を用いて減速する場合は、制輪子（ブレーキシュー）が車輪踏面に押し付けられるため、同時にある程度踏面の清掃効果も期待できるが、ディスクブレーキ装置のみ、あるいは電気ブレーキ（回生ブレーキ）のみで減速する場合は踏面ブレーキによる踏面清掃が行われないため踏面の汚れが付着したままとなり制動距離に影響を及ぼす。
踏面清掃装置の原理は基本的に踏面ブレーキ装置とほぼ同じであり、ブレーキシューの代わりに高摩擦係数の研磨子を用い、エアシリンダーにより研磨子を車輪踏面に押し付けて表面の汚れを除去する。踏面清掃装置のエアシリンダーを駆動する空気配管はブレーキ用途とは別系統となっている。

## 脚註
1. ↑  踏面清掃装置 - 特開2002-46604 | j-platpat（【発明の詳細な説明】【０００７】に記載）
2. ↑  鉄道車両における車輪の踏面清掃装置｜詳細 - j-platpat